# 본 보이즈
본 보이즈(Bon Voyage)는 영국에서 제작된 알프레드 히치콕 감독의 1944년 영화이다. 존 블라이스 등이 주연으로 출연하였다.

## 출연

### 주연
- 존 블라이스